# USS Sioux City
La USS Sioux City è una nave Classe Freedom, costruite da Marinette Marine.È la prima nave a prendere il nome della città di Sioux City, la quarta grande città dell'Iowa.

## Costruzione
Nel 2002, la Marina degli Stati Uniti ha avviato un programma per sviluppare la prima di una flotta di navi da combattimento costiere. La Marina inizialmente ordinò due navi monoscafo dalla Lockheed Martin, che divenne nota come le navi da combattimento litoranee di classe Freedom dopo la consegna della prima nave della classe: la USS Freedom. Le navi da combattimento costiere della US Navy con numero dispari sono costruite utilizzando il design del monoscafo di classe Freedom, mentre le navi con numero pari si basano su un design concorrente, la nave da combattimento litoranea di classe Independence con scafo trimarano di General Dynamics. L'ordine iniziale delle navi da combattimento costiere prevedeva un totale di quattro navi, di cui due della classe Freedom. 
La USS Sioux City include ulteriori miglioramenti della stabilità rispetto al design Freedom originale; lo specchio di poppa è stato allungato per collocare serbatoi di galleggiamento che aumentano il servizio di peso e migliorano la stabilità. La nave sarà inoltre dotata di sensori automatizzati per consentire la "manutenzione basata sulle condizioni" e ridurre il lavoro dell'equipaggio riscontrato con l'impiego della USS Freedom durante il suo primo schieramento.
La cerimonia di posa della chiglia è avvenuta il 19 febbraio 2014 a Marinette, nel Wisconsin. La nave è stata costruita da Fincantieri Marinette Marine e varata il 30 gennaio 2016 dopo essere stata varata da Mary Winnefield, moglie dell'ammiraglio James A. Winnefeld Jr..
La nave è stata consegnata alla Marina da Lockheed Martin e dal cantiere Marinette Marine il 22 agosto 2018 insieme alla nave gemella Wichita. La nave è stata assegnata presso l'Accademia navale degli Stati Uniti ad Annapolis, nel Maryland, il 17 novembre 2018, e poi assegnata al Littoral Combat Ship Squadron Two. La USS Sioux City sarà assegnata alla Quinta Flotta nel Golfo Persico.